# 山崎のの花
山崎 のの花（やまざき ののか、1998年9月9日 - ）は、日本の女子バレーボール選手。

## 来歴
静岡県袋井市出身。9歳の頃、テレビでワールドカップを観たのをきっかけにバレーボールを始める。
下北沢成徳高等学校に入学し、高校からセッターに転向した。
2017年、埼玉上尾メディックスに入団。
最初の3シーズン（2017-2020年）は、冨永こよみ、井上美咲に次ぐ第3セッターの扱いで出場機会に恵まれず、冨永がイタリアのチームに移籍していた2018-19シーズンの48セット出場のみにとどまった。2019-20シーズンに背番号が25から5に変更となった。
2020-21シーズンに転機は訪れ、井上の久光スプリングス移籍に続き冨永が産休で欠場となり、第1セッターとしての出場機会が訪れた。シーズン開幕までは技術面強化に取り組み、開幕以降は戦略戦術面強化に取り組んでいき、日々成長。シーズン全セット（V・レギュラーラウンド全72セット）出場を果たし、チームは5位となった。
2022年、日本代表登録メンバーに選出された。AVCカップに出場し、チームは大会初優勝を果たした。海外での試合が貴重な経験になったとしている。
2024年、黒鷲旗の終了をもって埼玉上尾メディックスを退団。自らのSNSで現役引退を表明した。
2025年6月、デンソーエアリービーズでの現役復帰が発表された。

## プレースタイル
2021年、埼玉上尾メディックスの監督であるアントニオ・マルコス・レルバッキは、元ブラジル男子代表のリカルド・ガルシアを思わせる状況判断力の良さがあり、戦術面ではVリーグトップクラスだと評した。視野が広く相手ブロックを見ながら上手くトスを回すことができるとも話している。

## 球歴
- 日本代表 （2022年）
  - AVCカップ - 2022年

## 所属チーム
- 下北沢成徳高等学校（2014-2017年）
- 埼玉上尾メディックス（2017-2024年）
  - #25（2017-2019年）、#5（2019-2024年）
- デンソーエアリービーズ（2025年-）